# بویان یورگاچویچ
بویان یورگاچویچ (سیریلیک صربی: Бојан Јоргачевић؛ زادهٔ ۱۲ فوریهٔ ۱۹۸۲) بازیکن فوتبال اهل صربستان بود.
از باشگاه‌هایی که در آن بازی کرده‌است می‌توان به باشگاه ورزشی کایسری ارجیسپور، باشگاه فوتبال کلوب بروژ، باشگاه فوتبال لفسکی صوفیه، باشگاه فوتبال راد، و باشگاه فوتبال خنت اشاره کرد.
وی همچنین در تیم ملی فوتبال صربستان بازی کرده‌است.